# Remojadas

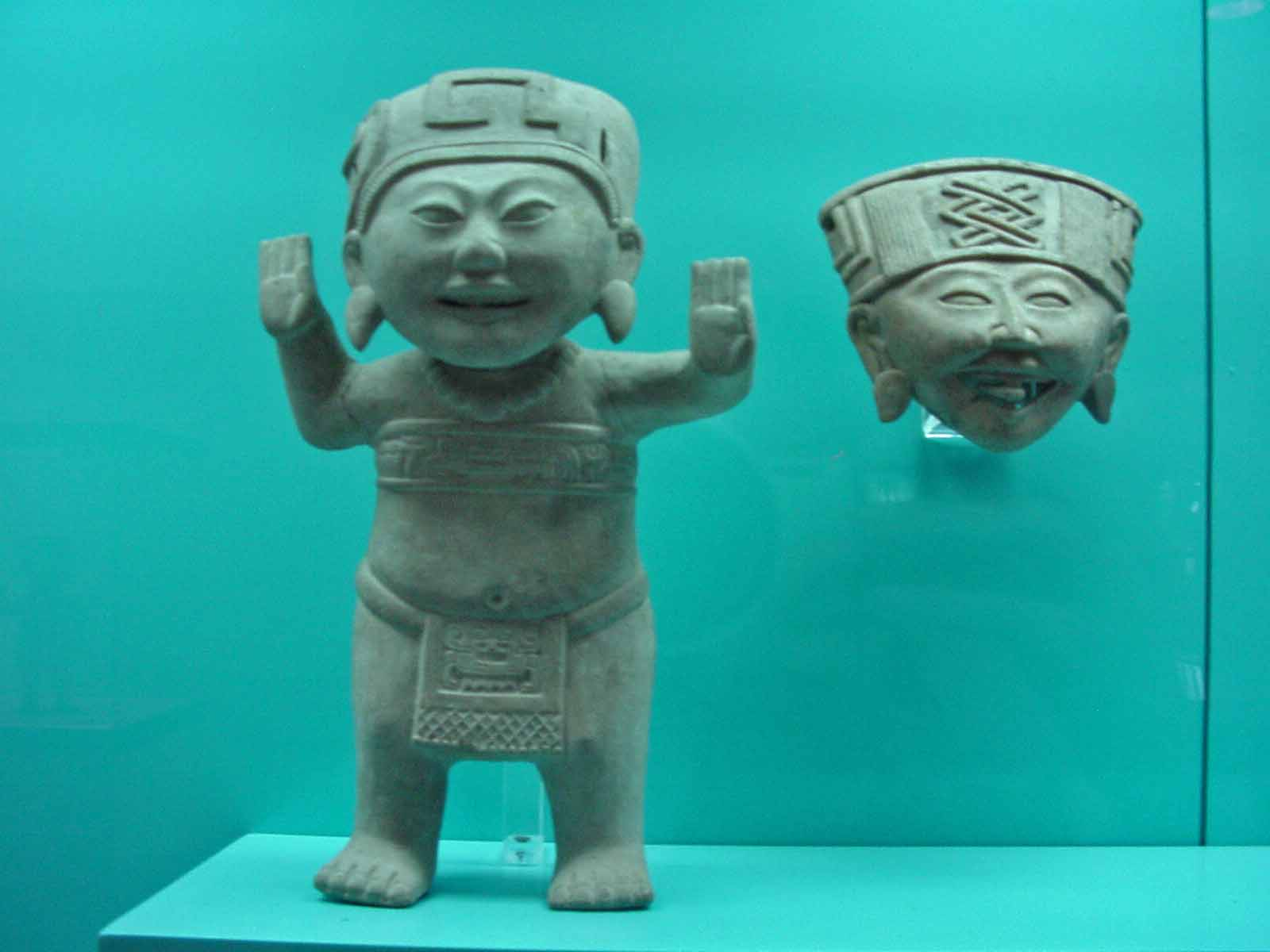
Caritas sonrientes: figurilla (curiosamente con dos manos derechas), y una cabeza del estilo Remojadas, 300-900 d. C.

Remojadas y otros asentamientos importantes del período clásico mesoamericano

Remojadas es el nombre utilizado por designar una cultura, un yacimiento arqueológico y un estilo artístico que floreció en el estado mexicano de Veracruz en el Golfo de México en un período estimado entre el 100-800 d. C. La cultura de Remojadas es como expresión de la cultura clásica mesoamericana.
El yacimiento de Remojadas ha permanecido sin investigar en su mayor parte desde las excavaciones iniciales llevadas a cabo por Alfonso Medellín Zenil en 1949 y 1950. Su investigación sigue siendo una asignatura pendiente para la arqueología precolombina.

## Figurillas
La cultura de Remojadas es especialmente conocida por su cerámica y sus figurillas huecas. Se han encontrado miles de figurillas expresivas y diversas en una amplia variedad de lugares, incluyendo túmulos funerarios y vertederos.

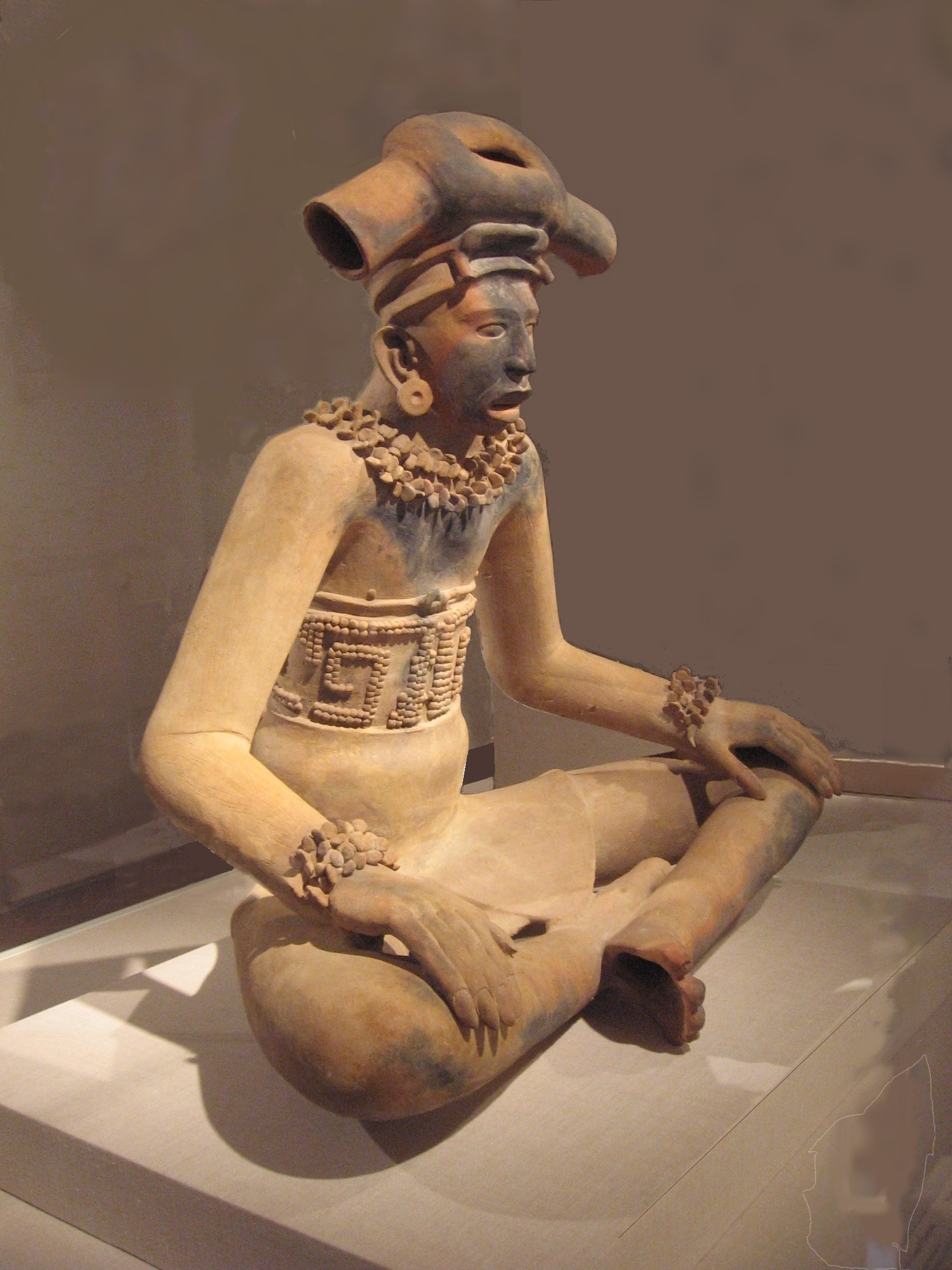
Una gran figura de terracota de un joven jefe del estilo de Remojadas. En su libro de 1957 sobre arte mesoamericano, Miguel Covarrubias en su referencia al yacimiento de Remojadas habla de las "magníficas figuras huecas con rostros expresivos y posturas majestuosas que llevaban unos ornamentos elaborados mostrados por los elementos de arcilla"
300 - 600 d. C.; Altura:(79 cm).

Las figurillas muestran dioses, gobernantes y campesinos, así como muchos tipos de animales, como perros y venados. Destacan especialmente los Sonrientes, curiosas figurillas infantiles que muestran una amplia sonrisa. Muchas de las figurillas de este período funcionan como flautas, silbatos y ocarinas. Algunas de estas figurillas han sido consideradas como juguetes, pero otras parecen haber tenido un significado ritual. Algunas poseen ruedas, una de las pocas aplicaciones tecnológicas de este elemento en la América precolombina.
Muchas figurillas tienen dientes afilados, una práctica común en la cultura de Remojadas. Las primeras figurillas fueron elaboradas a manos, pero las posteriores fueron creadas utilizando moldes. En estilo y otras características, estas figurillas tienen un estrecho parecido con las figurillas de la civilización maya.

### Sonrientes
Los Sonrientes son las figurillas más conocidas de Remojadas, mostrando amplias sonrisas o curiosos rostros de forma casi triangular. A menudo se trata de cabezas carentes de cuerpo. En otras ocasiones poseen cuerpos infantiles con brazos alargados y mostrando las palmas de las manos. La sonrisa está formalizada, mostrando los dientes, y en ocasiones con la lengua asomando entre los dientes.
Los varones sonrientes están desnudos o llevan ropas de lino. Las mujeres llevan faldas. Ambos suelen ir adornados con bandas pectorales y collares, y algunos llevan algún tipo de tocado en la cabeza. Los tocados y a menudo las faldas, suelen mostrar un glifo o emblema o un animal estilizado
Las figurillas sonrientes son raras en el arte mesoamericano y el gran número de Sonrientes posiblemente indique algún tipo de función especial en la sociedad de Remojadas, aunque dicha función ha generado muchos debates. Algunos investigadores han considerado que la sonrisa indica algún tipo de efecto alucinógeno. mientras que otros investigadores dicen que los "sonrientes" están relacionados con el culto a los muertos.

## Notas

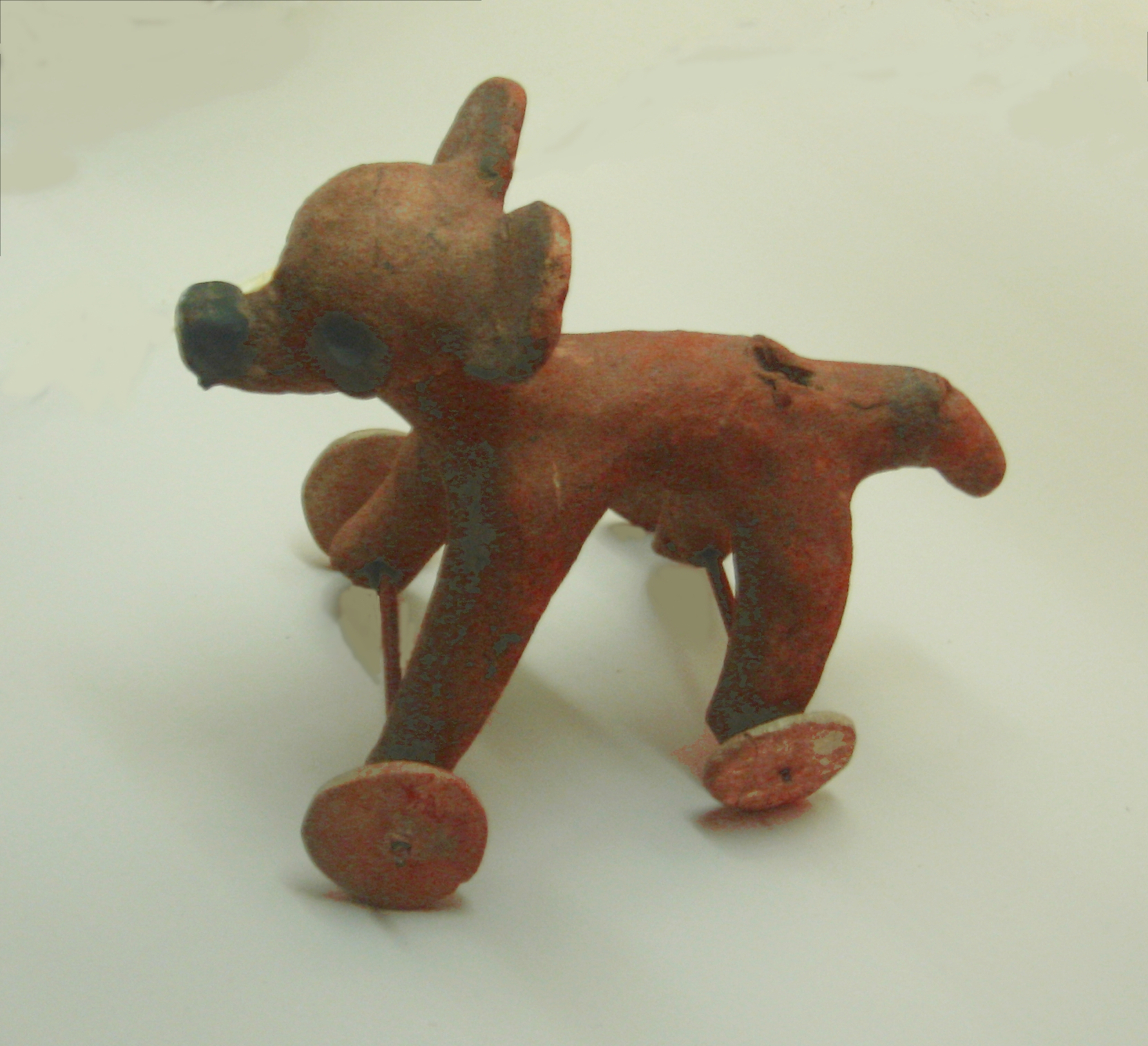
Un venado con ruedas (o quizás un perro), del estilo de Remojadas. Esta figurilla de cerámica también funciona como silbato. Su hocico está pintado con una especie de betún.
Altura:(18 cm); Longitud:(21 cm).